# زعرور شائع
الزعرور الشائع أو الزعرور المعروف أو النِّلْك أو تفاح بري (الاسم العلمي: Crataegus azarolus) نوع نباتي يتبع جنس الزعرور من الفصيلة الوردية.

## الموئل والانتشار

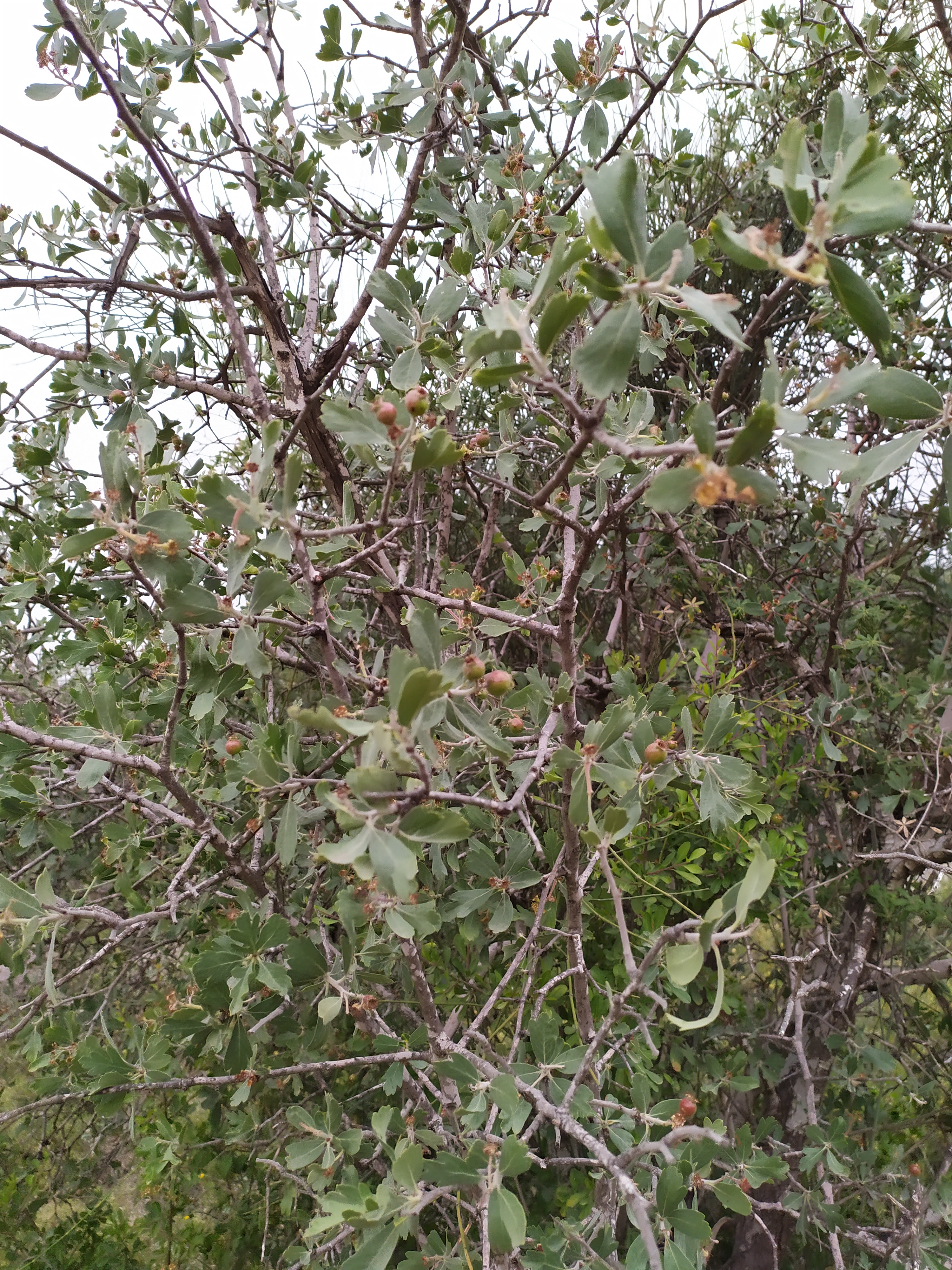
زعرور جبلي

موطنه بلاد الشام ومصر والمغرب العربي وقبرص وتركيا والقوقاز.

## الوصف النباتي
شجرة شوكية برية وزراعية يبلغ ارتفاعها من 3-10 متر. شوكه معتدل القد كثيف التجميع. تتميز الشجرة بوجود شعيرات بيضاء على الفروع الصغيرة وأعناق الثمار والأزهار. أوراقها بيضوية الشكل اسفينية عند القاعدة ومفصصة إلى ثلاثة أو خمسة فصوص، مستطيلة، نصلها مسنن الحافة، مخملي الصفحة السفلى، مغطاة بشعيرات على كلا السطحين. نورته تتراوح بين 7 إلى 12 زهرة، مستطيلة ذات أزهار بيضاء اللون. للمبيض قلم إلى ثلاثة أقلام، وثمارها ثنائية العجمة مختلفة الألوان فيها الأحمر والأصفر، وهي كروية الشكل يبلغ قطرها سنتيمترين تقريباً.

## مرادفات للاسم العلمي
- (باللاتينية: Mespilus azarolus (L.) Duhamel)
- (باللاتينية: Oxyacantha azarolus (L.) Bubani)
- (باللاتينية: Pyrus azarolus (L.) Scop.)
- (باللاتينية: Azarolus crataegoides Borkh., nom. illeg.)
- (باللاتينية: Azarolus maroccana (Lindl.) M. Roem.)
- (باللاتينية: Crataegus aronia (L.) DC.)
- (باللاتينية: Crataegus chrysoclada Gand.)
- (باللاتينية: Crataegus linnaeana Pojark.)
- (باللاتينية: Crataegus pontica K. Koch)
- (باللاتينية: Lazarolus oxyacanthoides Borkh., nom. illeg.)
- (باللاتينية: Mespilus aronia (L.) Willd.)
- (باللاتينية: Crataegus azarolus subsp. aronia (L.) Rouy & E. G. Camus)

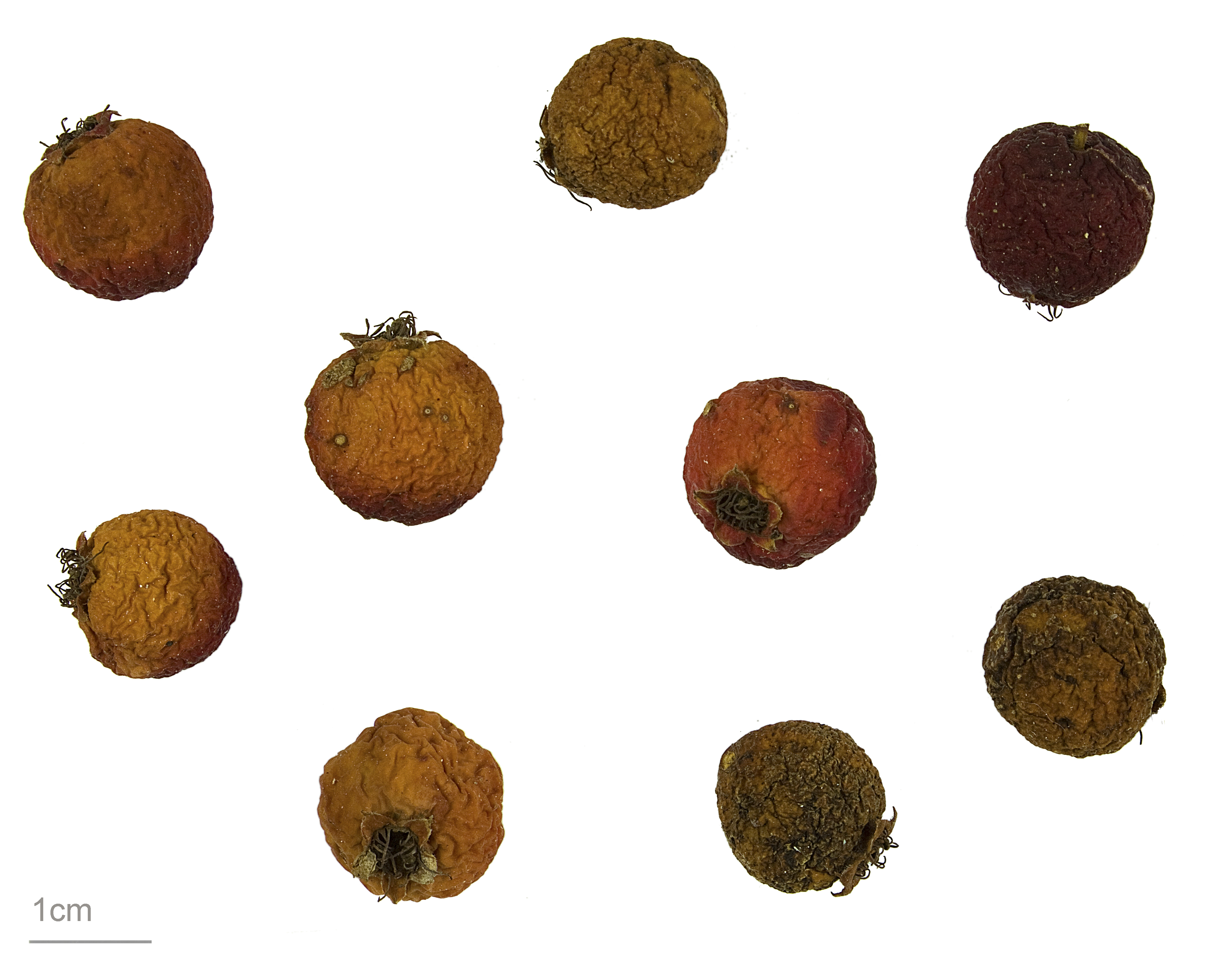